# خليج أولغا
43°41′56″N 135°15′04″E / 43.69889°N 135.25111°E

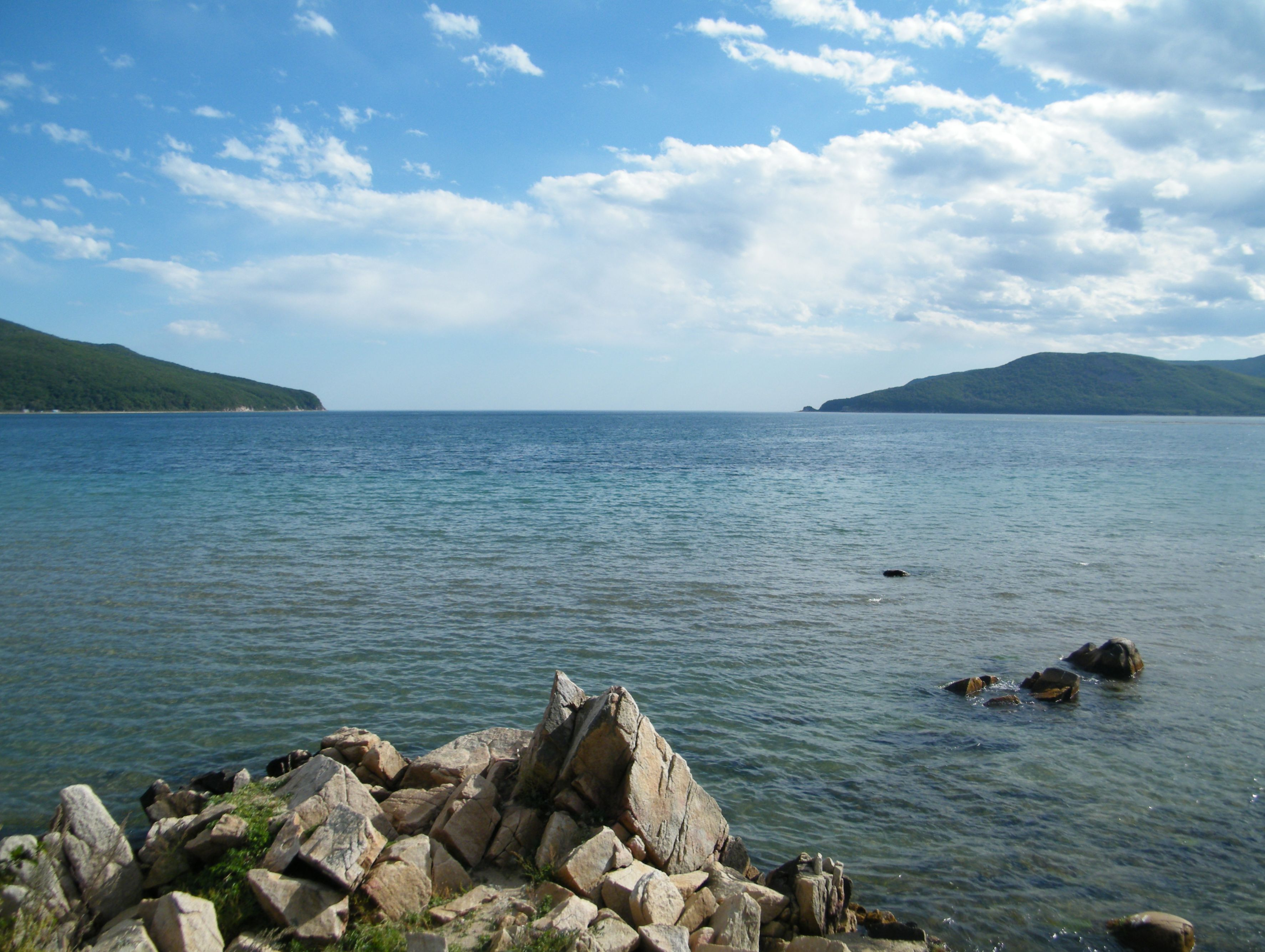
خليج أولغا

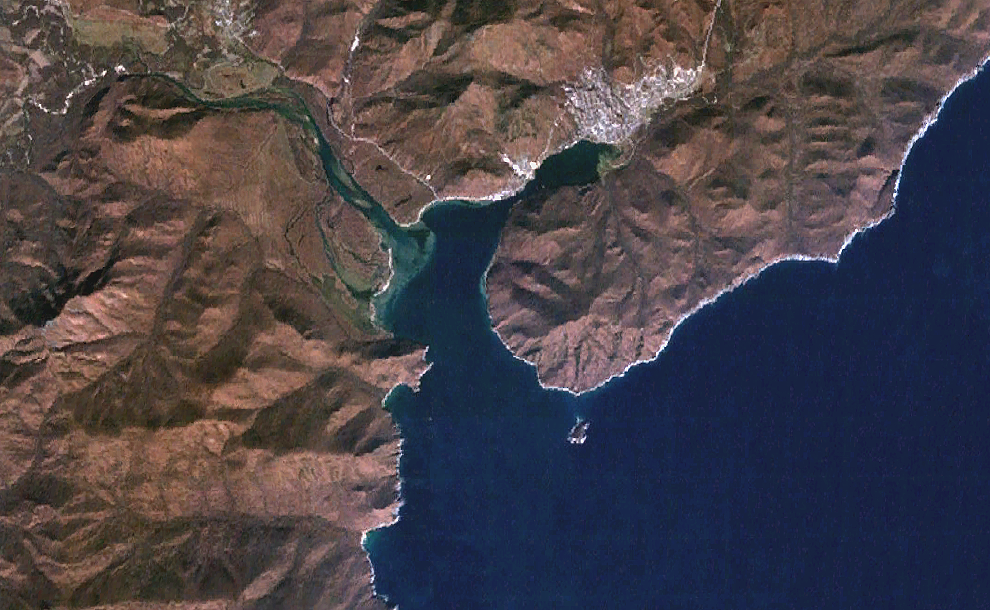
خليج أولغا

خليج أولغا (بالإنجليزية: Olga Bay)‏ ((بالروسية: Залив Ольга)‏ أو Залив Ольги)، هو خليج صغير في بحر اليابان في الساحل الشرقي من بريمورسكي كراي، تبلغ مساحتة (11x4 كم).
اكتشف خليج أولغا في عام 1859 بواسطة الفرقيطة الروسية أمريكا (Amerika)، وسمي باسم الأميرة أولغا.